# سنت جوزف، شهرستان وندربورگ، ایندیانا
سنت جوزف (به انگلیسی: Saint Joseph) یک منطقهٔ مسکونی در ایالات متحده آمریکا است که در شهرستان وندربورگ، ایندیانا واقع شده‌است. سنت جوزف ۱۶۷٫۰۳ متر بالاتر از سطح دریا واقع شده‌است.